# William Eubank

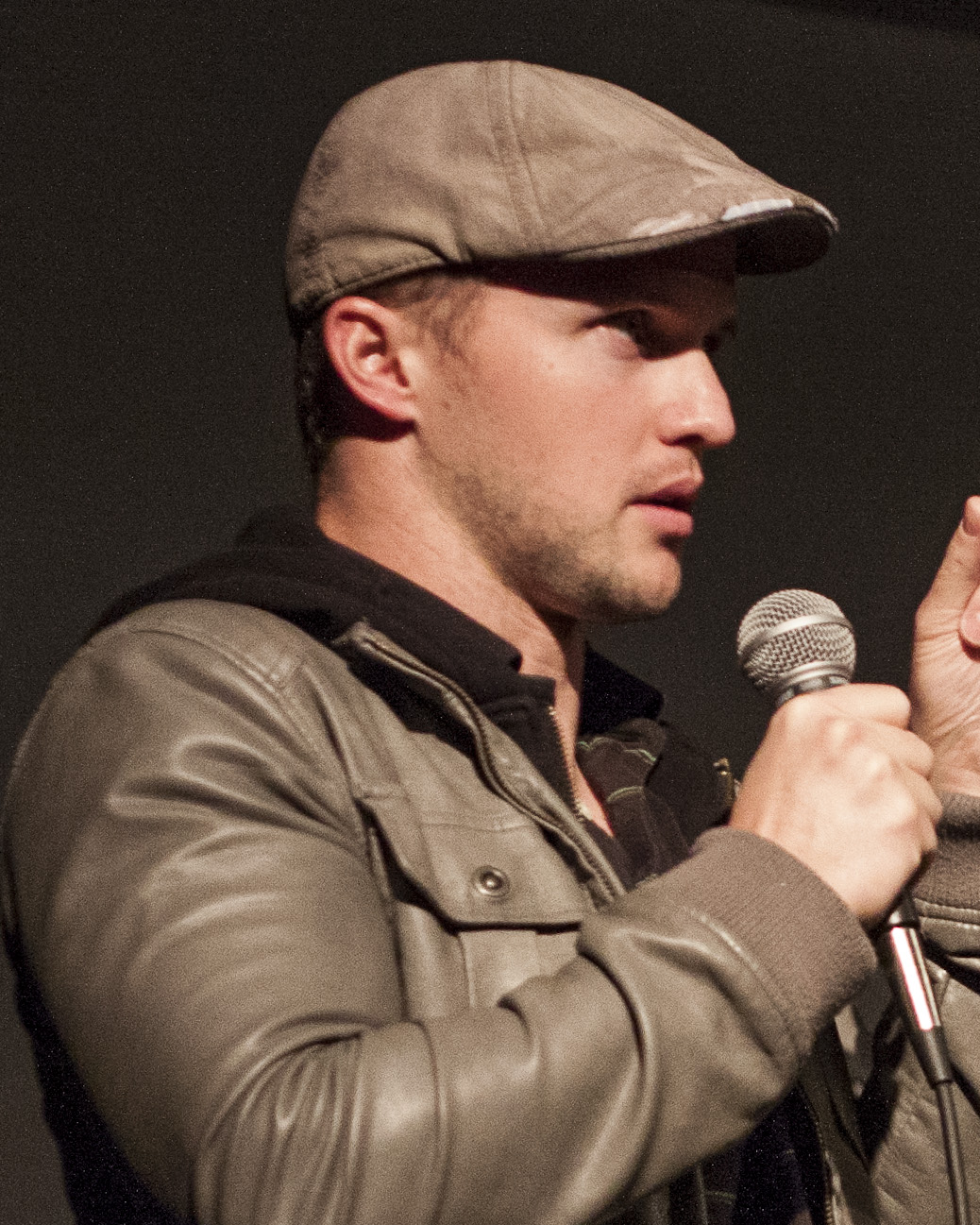
William Eubank

William Eubank (* 15. November 1982) ist ein US-amerikanischer Filmregisseur, Kameramann und Drehbuchautor. Für seinen ersten Film Love (2011) war er außerdem als Szenenbildner tätig.

## Leben
Eubank begann im Alter von 18 Jahren als Regisseur zu arbeiten und drehte Werbeclips für Mikasa und andere Kunden. Er war acht Jahre bei Panavision in Woodland Hills, Kalifornien als Kameratechniker und Techniker für digitale Bildverarbeitung angestellt.
Viele von Eubanks Arbeiten sind mit dem Speed Ramping-Effekt versehen. Solche Aufnahmen wurden genutzt für die Mikasa-Videos und in Reels für Honda, Adidas, Skullcandy und andere. Eubank wurde später von der Ultimate Fighting Championship beauftragt, die Kämpfe in diesem Stil aufzunehmen. Einige von Eubanks traumähnlichen stilistischen Entscheidungen sind durch seine Vorliebe für den Expressionismus zu erklären und die Inspiration durch die Philosophie von Regisseur Stanley Kubrick, dass „ein Film mehr wie Musik als Fiktion ist oder sein sollte. Es sollte ein Verlauf von Stimmungen und Gefühlen sein. Die Thematik… die Bedeutung, all das kommt später.“
Eubanks erster abendfüllender Film Love war ein vierjähriges Projekt, in welchem er die Rollen des Regisseurs, Drehbuchautors, Kameramanns und Szenenbildners einnahm. Der Film, beauftragt durch die Alternative-Rock-Band Angels & Airwaves, feierte seine Premiere beim Santa Barbara International Film Festival im Februar 2011 und lief am 10. August für einen Tag in 450 US-amerikanischen Kinos. Eubank selber baute das komplette Szenenbild, inklusive der Internationalen Raumstation und dem Schlachtfeld des Amerikanischen Bürgerkriegs, über neun Monate hinweg im Garten seiner Eltern. 2014 wurde mit The Signal sein zweiter Langfilm veröffentlicht.

## Filmografie

### Regie
- 2011: Love
- 2014: The Signal
- 2020: Underwater – Es ist erwacht (Underwater)
- 2021: Paranormal Activity: Next of Kin
- 2024: Land of Bad

### Kamera
- 2006: Hooked (Kurzfilm)
- 2007: First. (Kurzfilm)
- 2008: Knowing (Kurzfilm)
- 2009: How to Make a Dollarbill in Brooklyn (Kurzfilm)
- 2010: Wreckage
- 2010: Caught in the Crossfire
- 2010: Level 26: Dark Prophecy (Kurzfilm)
- 2010: Bashert (Kurzfilm)
- 2011: Love
- 2011: House of the Rising Sun
- 2011: Z (Kurzfilm)
- 2011: Crave
- 2011: Love Sex God (Dokumentation)

### Drehbuch
- 2011: Love
- 2014: The Signal
- 2024: Land of Bad

### Andere
- 2005: Keeper of the Past (HD-Techniker)
- 2005: Dick und Jane (Fun with Dick and Jane, HD-Techniker)
- 2006: Dust of Life (Schnitt, Produzent)
- 2006: Superman Returns (HD-Techniker)
- 2011: Love (Szenenbildner)